# 조현일 (정치인)
조현일(趙顯逸, 1965년 7월 22일~)은 대한민국의 정치인이다. 제17대 경산시장이다.

## 전과
- 도로교통법위반(사고후미조치): 벌금 3,000,000원 - 2018년 2월 23일 선고[1]

## 학력
- 경산초등학교 (졸업)
- 경산중학교 (졸업)
- 대륜고등학교 (졸업)
- 계명대학교 (생물학 / 학사)
- 영남대학교 경영대학원 (석사)

## 경력
- 2014.07 ~ 2018.06: 제10대 경상북도의회 의원
  - 제10대 경상북도의회 전반기 의회운영위원회 부위원장
  - 제10대 경상북도의회 후반기 교육위원회 위원장
- 2018.07 ~ 2022.03: 제11대 경상북도의회 의원
  - 제11대 경상북도의회 전반기 의회운영위원회 위원
  - 제11대 경상북도의회 전반기 교육위원회 위원
  - 제11대 경상북도의회 전반기 지진대책특별위원회 위원
  - 제11대 경상북도의회 전반기 예산결산특별위원회 위원
  - 제11대 경상북도의회 제7기 정책연구위원회 위원장
  - 제11대 경상북도의회 후반기 농어촌청년희망특별위원회 위원
  - 제11대 경상북도의회 후반기 교육위원회 위원장
- 경산발전 미래포럼 운영 위원장
- 국민의힘 중앙위원회 중앙위분과 부위원장
- 2022.07 ~ : 제17대 민선 8기 경상북도 경산시장

## 역대 선거 결과
|  | 68.53% |

|  | 64.18% |

|  | 56.83% |

|  | 53.87% |